# Beijing Capital Airlines
Beijing Capital Airlines (tiếng Trung: 首都航空; bính âm: Shǒudū Hángkōng, Hán Việt: Thủ đô Hàng không), hoạt động dưới thương hiệu Capital Airlines, là công ty con của Hainan Airlines.

## Lịch sử
Công ty đã được thành lập từ năm 1995 với tên gọi Deer Jet Airlines (tiếng Trung: 金鹿航空; bính âm: Jīnlù Hángkōng, Hán Việt: Kim Lộc Hàng không). Năm 1998, hãng bắt đầu cung cấp dịch vụ quốc tế bằng thương hiệu Deer Air.
Tháng mười năm 2007, nó nhận chiếc Airbus A319 đầu tiên và bắt đầu trả những chiếc Boeing 737. Deer Air bắt đầu cung cấp dịch vụ thuê chuyến vào tháng 12 năm 2008 bằng một đội bay Airbus A319 và máy bay hạng sang. Hãng được Cục Hàng không Trung Quốc chấp thuận hoạt động theo lịch trình từ 2009.
Vào ngày 2 tháng 4 năm 2010, Beijing Capital Airlines Co. Ltd. thực hiện chuyến bay đầu tiên từ căn cứ ở sân bay quốc tế thủ đô bắc kinh. Deer Jet tách thành hai công ty vào ngày 4 tháng 5 năm 2010. Trong khi các chuyến bay thuê bao giữ thương hiệu Deer Jet, các chuyến bay thường lệ được đổi tên thành Capital Airline. Capital Airlines hoạt động chủ yếu là ở Trung Quốc (bao gồm cả Hồng Kông, Macao, Đài Loan), tập trung vào vận chuyển hành khách quốc tế và vận chuyển hàng hóa.

## Điểm đến
Capital Airlines cam kết cho sự phát triển của tuyến du lịch quốc tế. Hãng có kế hoạch thực hiện các chuyến bay giữa Bắc Kinh, Tây An và Hàng Châu làm sân bay căn cứ, và hãng không ngừng mở đường bay quốc tế đến Đông Á, Đông Nam Á, Châu Âu, Hoa Kỳ và các quốc gia khác nữa. Đến nay, Capital Airlines đã mở ra các đường bay quốc tế:
Bắc Kinh-Cheongju (Hàn Quốc), Tây An-Trạm Giang (Quảng Đông-Trung Quốc)-Băng Cốc, Tây An-Phuket (Thái Lan), Hàng Châu-Osaka, Hàng Châu-Jeju (Hàn Quốc), Hàng Châu-Okinawa (Nhật Bản), Hàng Châu-Shizuoka (Nhật Bản), Bắc Kinh-Malé (Maldives), Quảng Châu-Nha Trang, Hàng Châu-Phuket, Hàng Châu-Madrid, Tam Á-Đà Nẵng, Tam Á-Nha Trang, Tế Nam-Shizuoka, Tế Nam-Osaka.
Kể từ năm 2015, các chuyến bay đường dài giữa Trung Quốc và các thành phố khác như Copenhagen, Madrid và Maldives bắt đầu được thực hiện bởi Beijing Capital Airlines với máy bay Airbus A330. Beijing Capital Airlines lên kế hoạch để kết nối Trung Quốc và Úc và Canada vào năm 2016. Ngoài ra, Beijing Capital Airlines còn lên kế hoạch để bắt đầu các chuyến bay đường dài tới Helsinki, thành phố Mexico và Zagreb trong nửa đầu của 2017. Các tuyến đường quốc tế này nhằm giải quyết việc thiếu các đường bay trực tiếp quốc tế. Chúng cũng kích thích thị trường trong và ngoài Trung Quốc một cách đáng kể và thúc đẩy sự phát triển của sự đầu tư du lịch, cũng như thúc đẩy sự phát triển của kinh tế và xã hội địa phương. Trong tương lai, Capital Airlines sẽ tận dụng các chuyến du lịc của người Trung quốc để tiếp tục cải thiện mạng lưới đừong bay
Trong tháng 11 năm 2016, Beijing Capital Airlines công bố sự ra đời của đường bay Vancouver-Thanh Đảo-Hàng Châu từ ngày 30 tháng 12 năm 2016. Đường bay giữa Canada và Trung Quốc sẽ được phục vụ bởi máy bay Airbus A330 vào các thứ tư, thứ sáu và chủ nhật.

## Đội bay

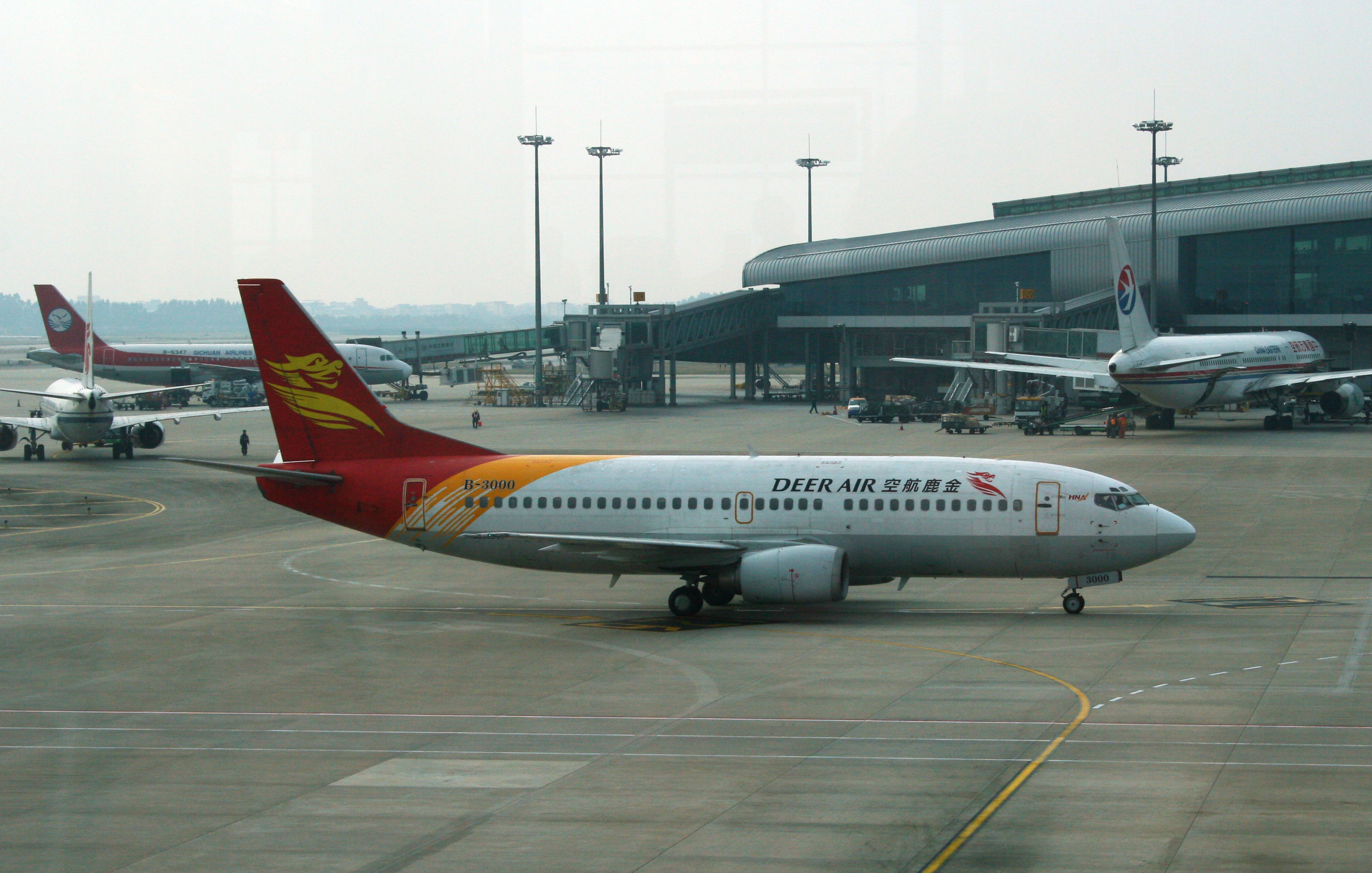
Máy bay Boeing 737-300 của Deer Air tại Sân bay quốc tế Bạch Vân Quảng Châu

Đến tháng 9 năm 2016, đội bay của Capital Airlines gồm các máy bay:
| Máy bay          | Đang hoạt động | Đặt hàng | Hành khách | Ghi chú                          |
| ---------------- | -------------- | -------- | ---------- | -------------------------------- |
| Airbus A319-100  | 19             | 0        | 138        | 1 máy bay ở cấu hình VIP         |
| Máy Bay A320-200 | 34             | 0        | 180        |                                  |
| Airbus A321-200  | 11             | 0        | 220        |                                  |
| Airbus A330-200  | 3              | 0        | 222        |                                  |
| Airbus A330-300  | 0              | 1        | Thông báo  | Máy bay mới sẽ giao vào năm 2016 |
| Tổng             | 67             | 1        |            |                                  |

Các máy bay thương gia, hoạt động với thương hiệu Deer Jet, bao gồm:
- 2 Gulfstream G550
- 1 Gulfstream V
- 1 Hawker 4000

## Đường dẫn ngoài
Tư liệu liên quan tới Beijing Capital Airlines tại Wikimedia Commons
- Official Beijing Capital Airlines website Lưu trữ ngày 5 tháng 3 năm 2015 tại Wayback Machine
- Official Deer Jet website